# Panika roku 1896
Panika roku 1896 była związana z dotkliwym kryzysem ekonomicznym w Stanach Zjednoczonych. Była ona mniej poważna niż inne problemy gospodarcze tego okresu. Spowodował ją spadek cen srebra i obawy rynków o jego wpływ na pieniądz oparty na standardzie złota. Deflacja cen surowców doprowadziła do bessy na rynku akcji, która skończyła się dopiero po wyborze Williama McKinleya na stanowisko prezydenta. To właśnie ówczesne kłopoty Narodowego Banku Illinois w Chicago przywołuje się jako jeden z głównych czynników, które doprowadziły do sensacyjnego morderstwa Adolfa Luetgerta. Podczas paniki stopa procentowa call money osiągnęła poziom 125%,  najwyższy od czasów wojny secesyjnej.